# Saad Agouzoul
Saad Agouzoul (in arabo سعد اكوزول‎?; Marrakech, 10 agosto 1997) è un calciatore marocchino, difensore del Radomiak Radom in prestito dall'Auxerre.

## Carriera

### Club

#### Gli inizi
Nato a Marrakech, Agouzoul cresce nella sua città natale e nel 2009 entra a far parte del settore giovanile del Kawkab Marrakech, club della sua città. Fa il debutto in prima squadra il 5 febbraio 2017 nella partita di campionato vinta 2-1 sul campo del Moghreb Tétouan. Nelle due successive stagioni (2017-2018 e 2018-2019), si guadagna la fiducia dei diversi tecnici che gli consentono di raccogliere 46 presenze e mettere a segno 2 reti prima di passare in Ligue 1.

#### Lille e Royal Excel Mouscron
L'11 luglio 2019 firma un contratto quinquennale con il Lilla, dove non scende mai in campo e raccoglie solo 3 presenze con la seconda squadra.
Il 1º agosto 2020 viene ceduto in prestito al R.E. Mouscron, con cui scende in campo 33 volte e segna 1 gol, prima di far ritorno in Francia.
Con il LOSC non riesce a debuttare mai in prima squadra e, per tutta la stagione 2021-2022, gioca soltanto con il Lille 2, dove riesce a mettere insieme 15 presenze prima che, il 30 giugno 2022, risolve il proprio contratto con due anni di anticipo rispetto alla scadenza.

### Nazionale
Per quanto riguarda la nazionale, dopo essere stato aggregato alla selezione olimpica, il 18 agosto 2019 viene convocato dalla formazione Under-23 per due partite contro il Mali-U23 valevoli per le qualificazioni alla Coppa delle nazioni africane Under-23 del 2019.

## Palmarès

### Club

#### Competizioni nazionali
- Campionato francese di seconda divisione: 1

Auxerre: 2023-2024